# ناشريهاب
ناشريهاب كان الحاكم المحلي لمملكة الحضر العراقية القديمة. ناشريهاب تم التعرف عليه  من خلال العديد من النقوش الموجودة عن ابنه الحاكم ناشرو (Naşru) وقد حكم تقريبا من 120 إلى 125 ميلادية. كان على الأرجح ابن الحاكم الكود (Elkud)، الذي حكم قبله.

## الأدب
- مايكل سومر: الحضر. Geschichte und Kultur einer Karawanenstadt im römisch-parthischen Mesopotamien. فون Zabern ، ماينز عام 2003 (ردمك 3-8053-3252-1) ، ص. 27.